# Římskokatolická farnost Kurdějov
Římskokatolická farnost Kurdějov je územním společenstvím římských katolíků v rámci hustopečského děkanství brněnské diecéze s farním kostelem svatého Jana Křtitele.

## Historie farnosti
Původní kostel stál v Kurdějově již v roce 1350, kdy byl filiálkou kostela v Boleradicích. V roce 1390 byl povýšen na kostel farní. Patronát náležel dolnokounickému klášteru, prvním farářem v Kurdějově se stal premonstrátský řeholník Mikuláš. Stávající kostel zasvěcený sv. Janu Křtiteli pochází z první poloviny patnáctého století, ale jeho původní gotický sloh se nezměnil po řadě oprav v průběhu 15., 16. a 18. století. 

## Duchovní správci
Farářem je od 1. července 1996 R. D. Jaromír Smejkal.

## Bohoslužby
| Kostel                 | Místo    | Bohoslužba (den) | Hodina                                      | Poznámka     |
| ---------------------- | -------- | ---------------- | ------------------------------------------- | ------------ |
| svatého Jana Křtitele. | Kurdějov | neděle úterý     | 10.00 16.00 (zima)/17.00 (léto) 2. v měsíci | Farní kostel |

## Aktivity farnosti
Den vzájemných modliteb farností za bohoslovce a bohoslovců za farnosti brněnské diecéze i Adorační den připadá na sobotu mezi 20. a 26. červnem.
Každoročně se zde koná tříkrálová sbírka. V roce 2015 se při ní vybralo 15 095 korun. Při sbírce v roce 2016 činil výtěžek 18 091 korun. V roce 2018 dosáhl výtěžek sbírky 19 100 korun.
Na faře v Kurdějově probíhají ve spolupráci se sdružením Podané ruce setkání abstinujících matek a otců. Brněnské biskupství totiž pověřilo kurdějovského faráře P. Jaromíra Smejkala duchovně pastorační službou uživatelům drog., pro vězně a osoby závislé na alkoholu a také duchovní službou ve věznici Břeclav. 
Farnost na sebe upozornila ve světových médiích, když v noci z 15. na 16. října 2023 a pak znovu o následující noci farář Jaromír Smejkal, známý též jako exorcista, dvakrát zničil vyřezávané dýně, které byly v parku v blízkosti kostela. Farář v omluvném dopise vedení obce uvedl, že kdyby prý věděl, že se jedná o obecní akci a výtvory dětí, navzdory své povinnosti jednat proti zlu rozhodně a radikálně by zvážil okolnost, že se také dotýká citů bližních, zvláště dětí, a tomu by prý přizpůsobil vnější projev svého činu.
Občané a vedení obce jeho čin kritizovali. Chování faráře odsoudil i generální vikář brněnské diecéze Pavel Kafka, obci se e-mailem jménem biskupství omluvil a přislíbil, že vzniklou záležitost bude vedení diecéze řešit. Mikulovský probošt Pavel Pacner v reakci na zprávu o této události uvedl, že s takovým jednáním zásadně nesouhlasí a že to poškozuje i obraz jiných kněží, kolegů, kteří se snaží komunikovat a vytvářet dobré vztahy tam, kde působí.